# Isla Auriol
Isla Auriol es una isla en el extremo sur del archipiélago de Mergui, en el país asiático de Birmania. Su punto más alto se eleva a 183 metros y está situado en su extremo occidental. La isla es boscosa y se encuentra a 4,5 kilómetros al sur de la isla Breuer.